# Contopus caribaeus
Contopus caribaeus là một loài chim trong họ Tyrannidae.